# Sandown-klass
Sandown-klass benämndes ett antal minröjningsfartyg som anskaffades för Royal Navy och Saudiarabien under perioden 1989 till 2001. Några av de brittiska fartygen såldes 2006 till den estniska flottan. Fartygen liknar den svenska Landsort-klassen, men har till skillnad från denna inte minsvepningsutrustning, utan bara minjakthydrofon.

## Konstruktion
Fartygen är byggda av glasfiberarmerad plast i enkellaminat. I stället för propellrar som framdrivning finns två stycken specialdesignade Voith-Schneider-aggregat.

## Beväpning
Fartygen är försedda med en Oerlikon 30 mm automatkanon och två kulsprutor.

## Besättning
Fartygen har en besättning på sju officerare och 27 meniga.